# Hermina Arndt

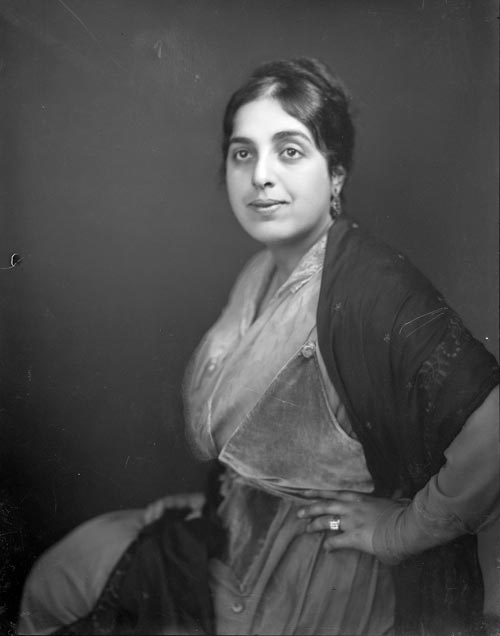
Hermina Arndt (1918)

Hermina Arndt, in Neuseeland unter Mina Arndt bekannt (geboren 18. April 1885 in Thurlby Domain, nahe Arrowtown, Neuseeland; gestorben 22. Dezember 1926 in Wellington), war eine neuseeländische Malerin.

## Leben
Hermina Arndt wurde am 18. April 1885 als viertes Kind der jüdischen Eheleute Marie Beaver, die aus Polen stammte, und Herman Arndt, einem deutschen Kaufman aus Pommern. Ihr Vater starb sechs Wochen vor ihrer Geburt. Ihre Mutter zog nach ihrer Geburt mit ihren vier Kindern nach Dunedin und in den frühen 1900er Jahren nach Wellington. 
Dort besuchte Arndt in den Jahren 1905 und 1906 Kunstkurse am Wellington Technical College und ließ sich auch in Metallbearbeitung ausbilden. Sie stellte ihre Arbeiten an der New Zealand Academy of Fine Arts aus und gewann einen Preis in Modellierung bei einem Studentenwettbewerb. Dem Beispiel einiger Künstler folgend, zog sie im Jahr 1907 mit ihrer Mutter und zwei ihrer Schwestern nach London, dort eine Kunstschule besuchend und die Slade School of Fine Art.
In London lernte sie den deutschen Grafiker Hermann Struck kennen, bei dem sie sich mit der Kunst der Radierungen auseinandersetzte. Obwohl viele Künstler jener Tag nach Paris strömten, entschied sie sich für Berlin, da für sie nach Deutschland noch familiäre Bindungen bestanden und sie der deutschen Sprache mächtig war. Nach einer kurzen Zeit an der Forbes Kunstschule in Newlyn, Cornwall, kehrte sie 1911 zurück nach Berlin, mietete ein Atelier und lebte zusammen mit ihren beiden Schwestern in der Stadt. Dort besuchte sie die Kunstschule von Lovis Corinth, dessen Einfluss in ihrem Gemälde Der rote Hut, das um 1914 entstand, zu erkennen ist. Weitere Eindrücke gewann sie in der Zeit durch Julie Wolfthorn und Wilhelm Leibl.
1913 reiste sie zurück nach Cornwall, stellte im selben Jahr Werke in der Kunstausstellung der Société des Artistes Français in Paris aus. Sie sandte Werke nach Neuseeland und präsentierte zwei Werke in der Passmore Edwards Art Gallery in Newlyn im März 1914. Im August des Jahres reiste sie zurück nach Deutschland, wurde dort mit ihren Schwestern wegen des Beginns des Ersten Weltkriegs kurzzeitig interniert und im Rahmen eines Gefangenenaustauschs wieder frei gelassen.
1914 reiste sie zurück nach Neuseeland und eröffnete in Wellington ein Atelier. Ein Jahr später stellte sie 93 ihrer in Europa entstandenen Arbeiten, darunter Zeichnungen, Ölbilder und Radierungen aus. Die Kritik, aufgrund der dunklen Farben in ihren Bildern, war mäßig und wenig positiv.
Am 14. Februar 1917 heiratete Hermina Arndt den Kaufmann Lionel Manoy in einer jüdischen Zeremonie. Sie zogen nach Motueka im Tasman District. Ihr Mann brachte eine Tochter mit in die Ehe und zusammen bekamen sie 1920 einen Sohn. Hermina Arndt unterrichtete Kunst, leitete eine Sommerschule für Malerei und stellte ihre Arbeiten an der New Zealand Academy of Fine Arts, regelmäßig an Ausstellungen der Australian Painter Etchers Society und 1926 erneut auf dem Salon de Paris in Paris aus.
In Folge eines Nierenleidens, an das sie bereits seit zwei Jahren gelitten hatte, verstarb Hermina Arndt (Manoy) am 22. Dezember 1926 im Alter von nur 41 Jahren in Wellington.

## Auszeichnungen
- 1924: Medaille der British Empire Exhibition, Wembley[2]

## Ausstellungen
- 1906: New Zealand Academy of Fine Arts
- 1913: Salon of the Société des artistes français, Paris
- 1915: New Zealand, Wellington (European drawings, oils and etchings)
- 1914: NAG
- 1924: British Empire Exhibition, Wembley, London
- 1926: Salon de Paris
- 1926: NAG
- 1926: New Zealand Academy of Fine Arts, Wellington
- 1960: Bishop Suter Art Gallery, Nelson (Retrospektive)
- 1961: Australian Painter Etchers Society[2]

## Werke (Auswahl)

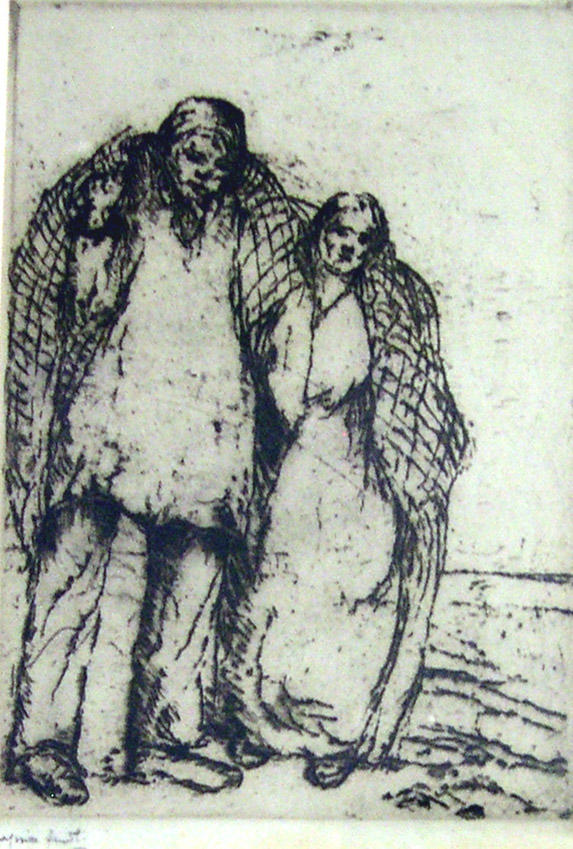
Carrying the Nets (?)
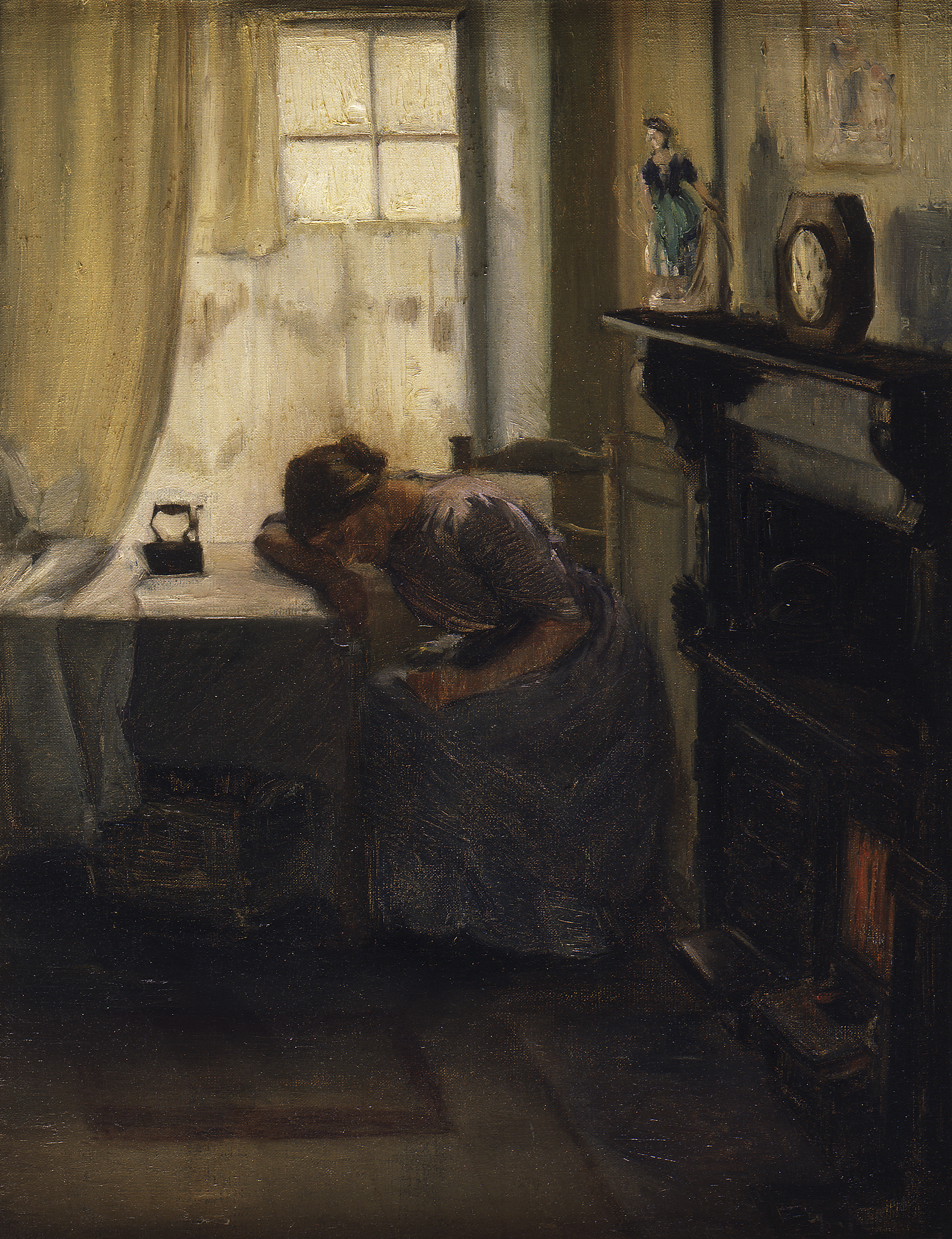
Tired (1908)
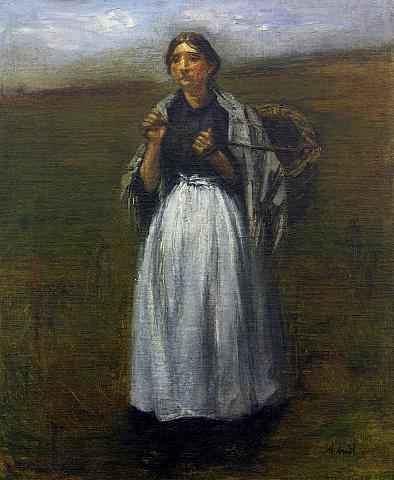
Homewards (ca. 1912–1914)
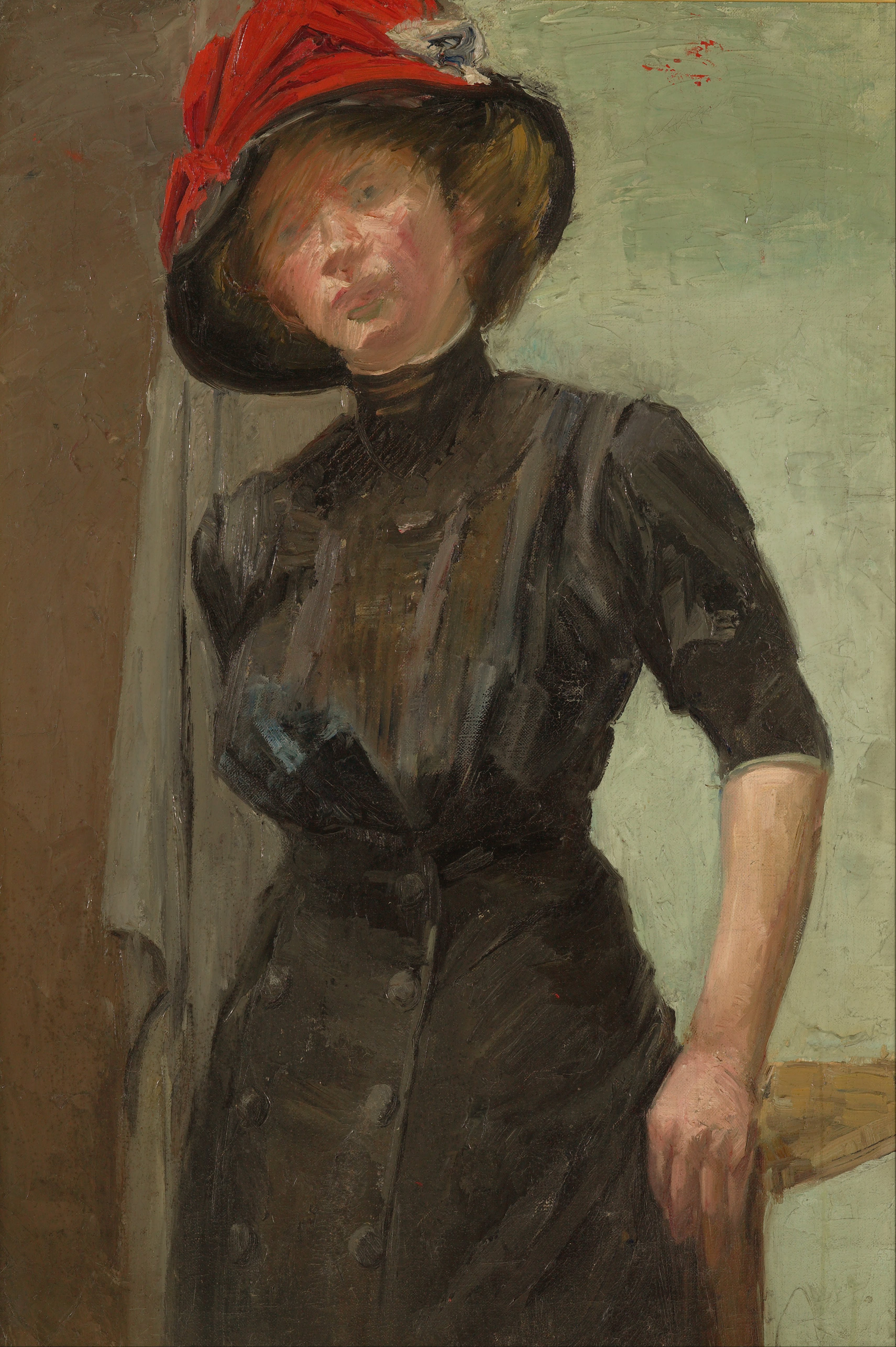
The red hat (ca. 1914)
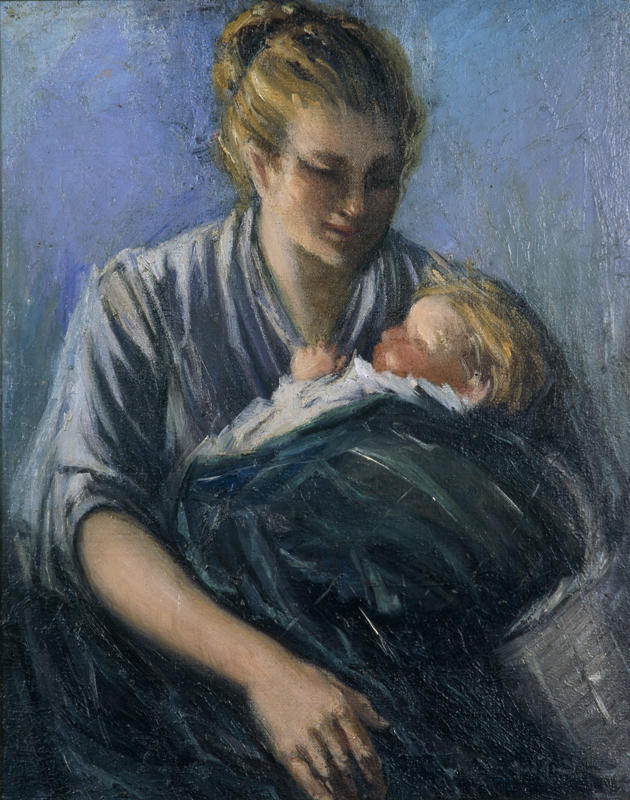
Mother and Child (1919)
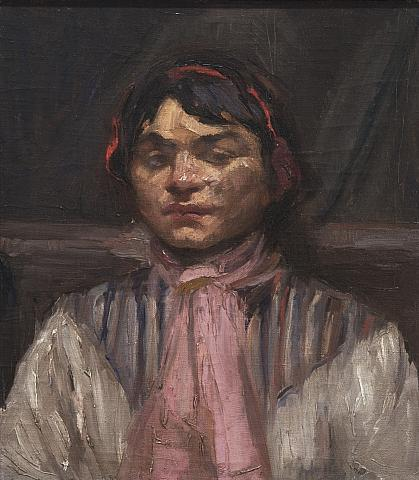
Māori Woman with pink scarf (ca. 1920)
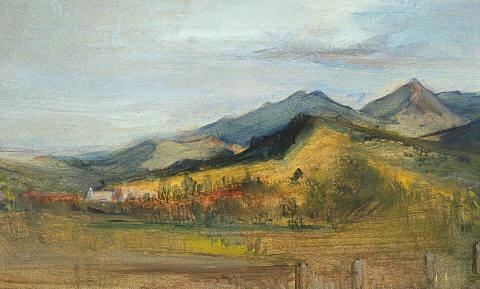
Landscape, Motueka (ca. 1921–1922)
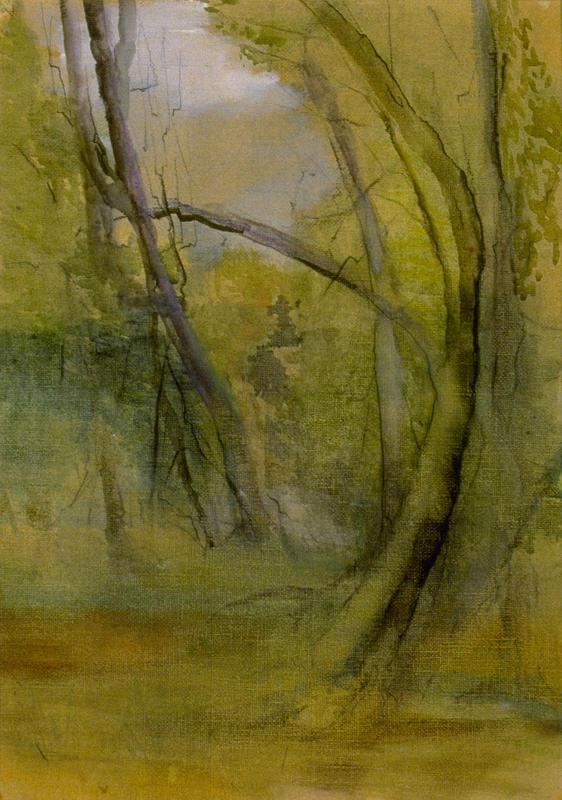
Old Trees, Faeron’s Bush, Motueka (ca. 1924–1926)